# EF-Oatly-Cannondale/2024

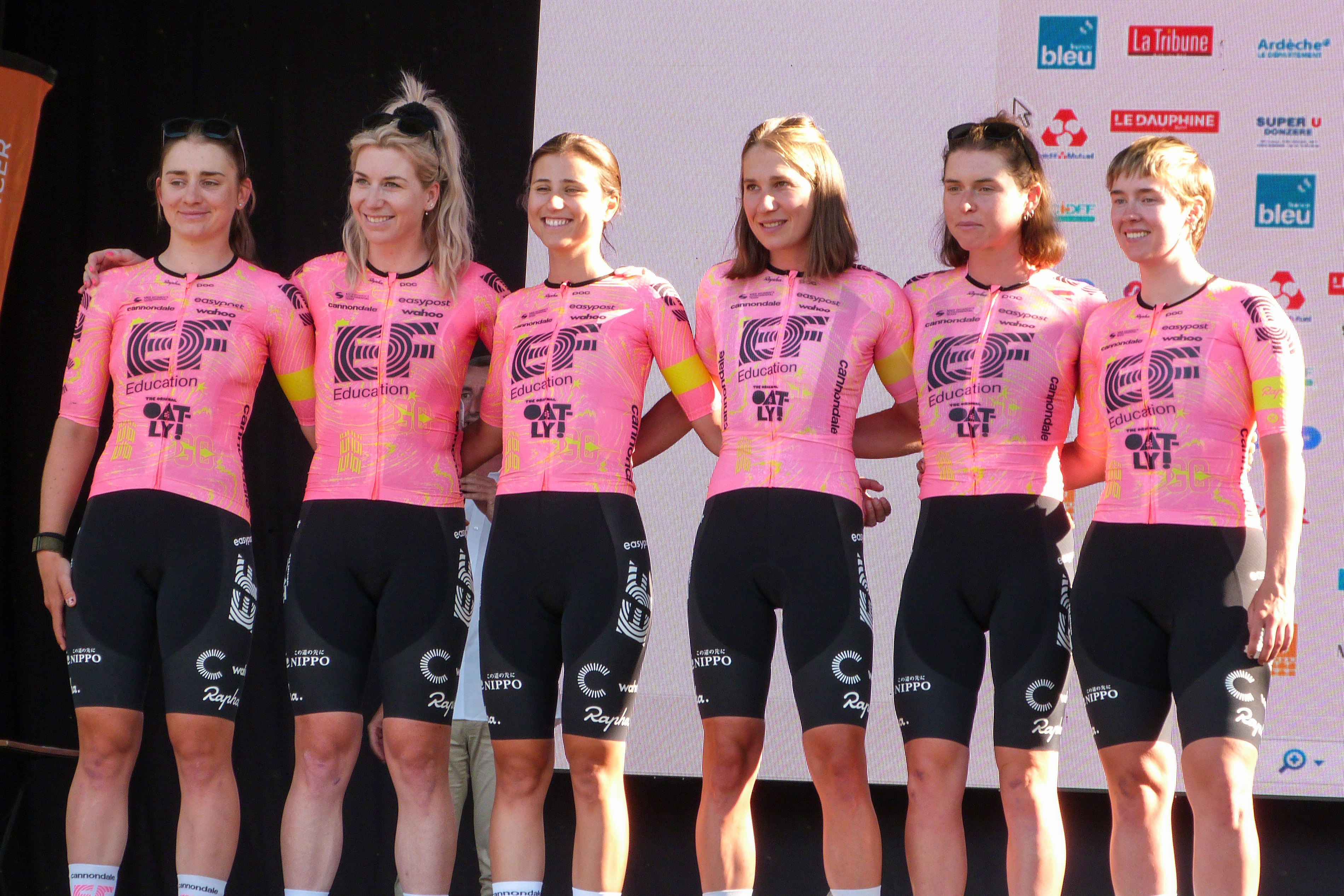
De ploeg in de Tour de l'Ardèche 2024.

Deze pagina geeft een overzicht van de wielerploeg EF Education-Cannondale in 2024.

## Algemeen
Algemeen manager: Esra Tromp
Ploegleiders: Carmen Small
Fietsmerk: Cannondale

## Renners

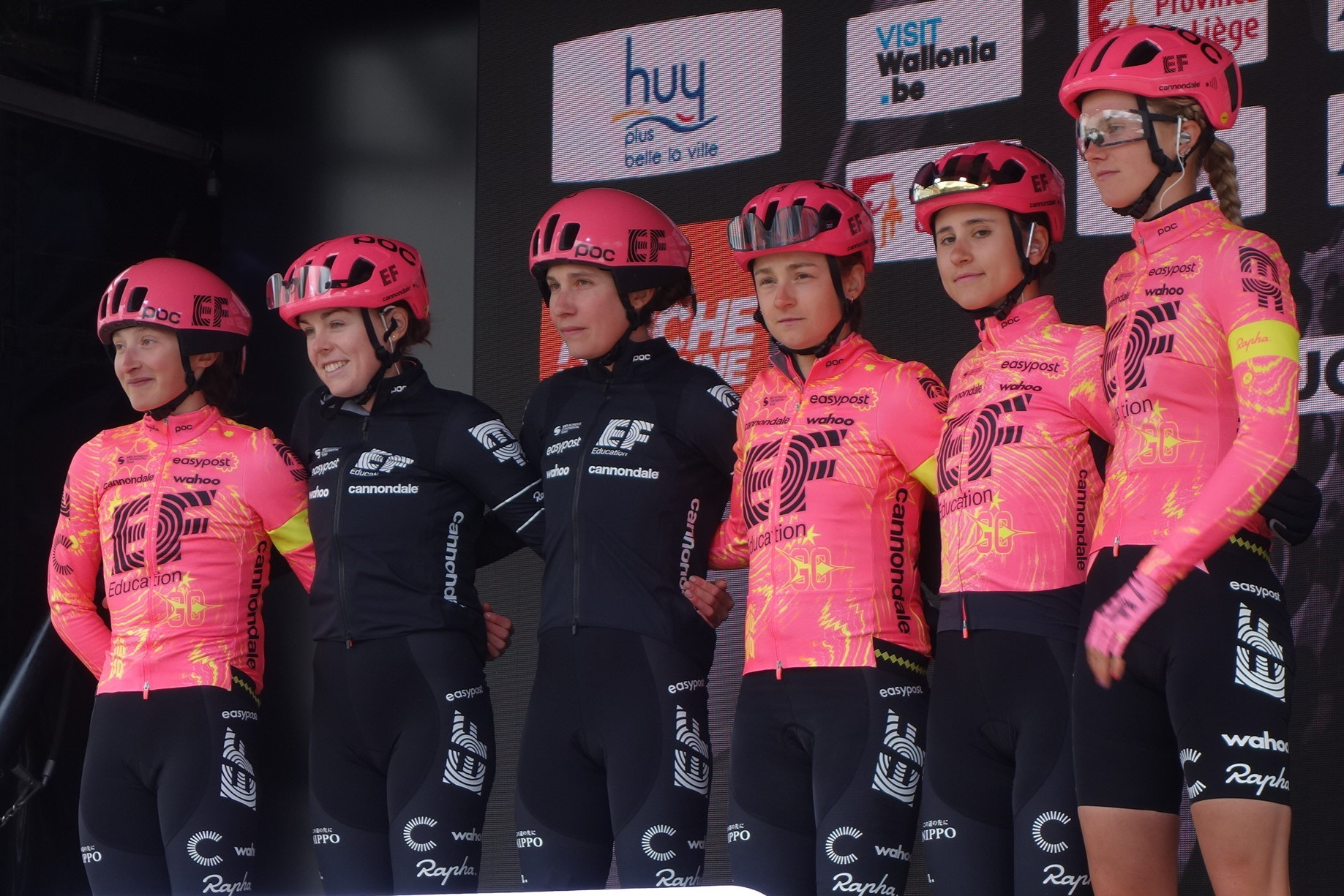
De ploeg in de Waalse Pijl 2024.

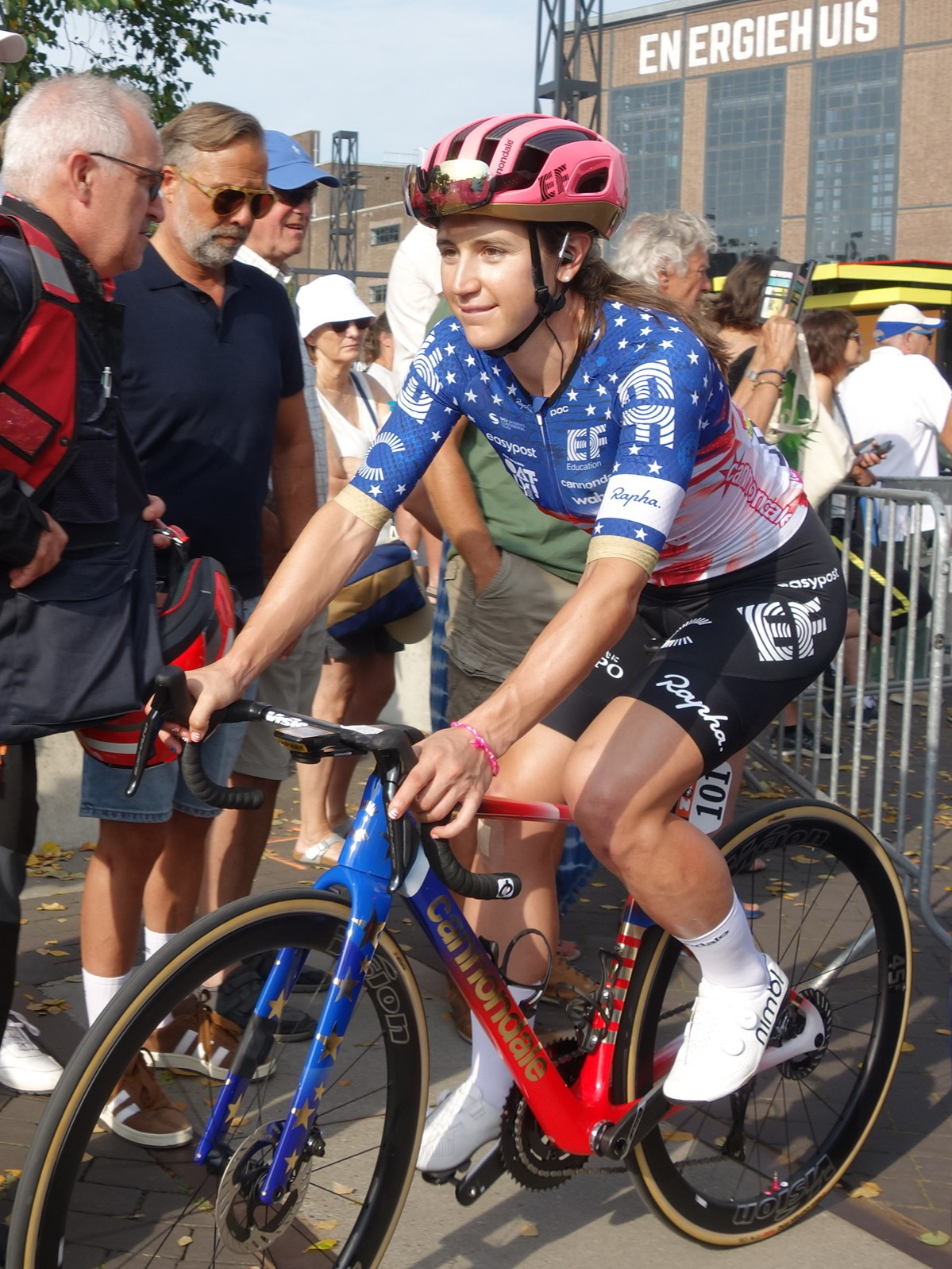
Kristen Faulkner werd zowel Amerikaans als Olympisch kampioene.

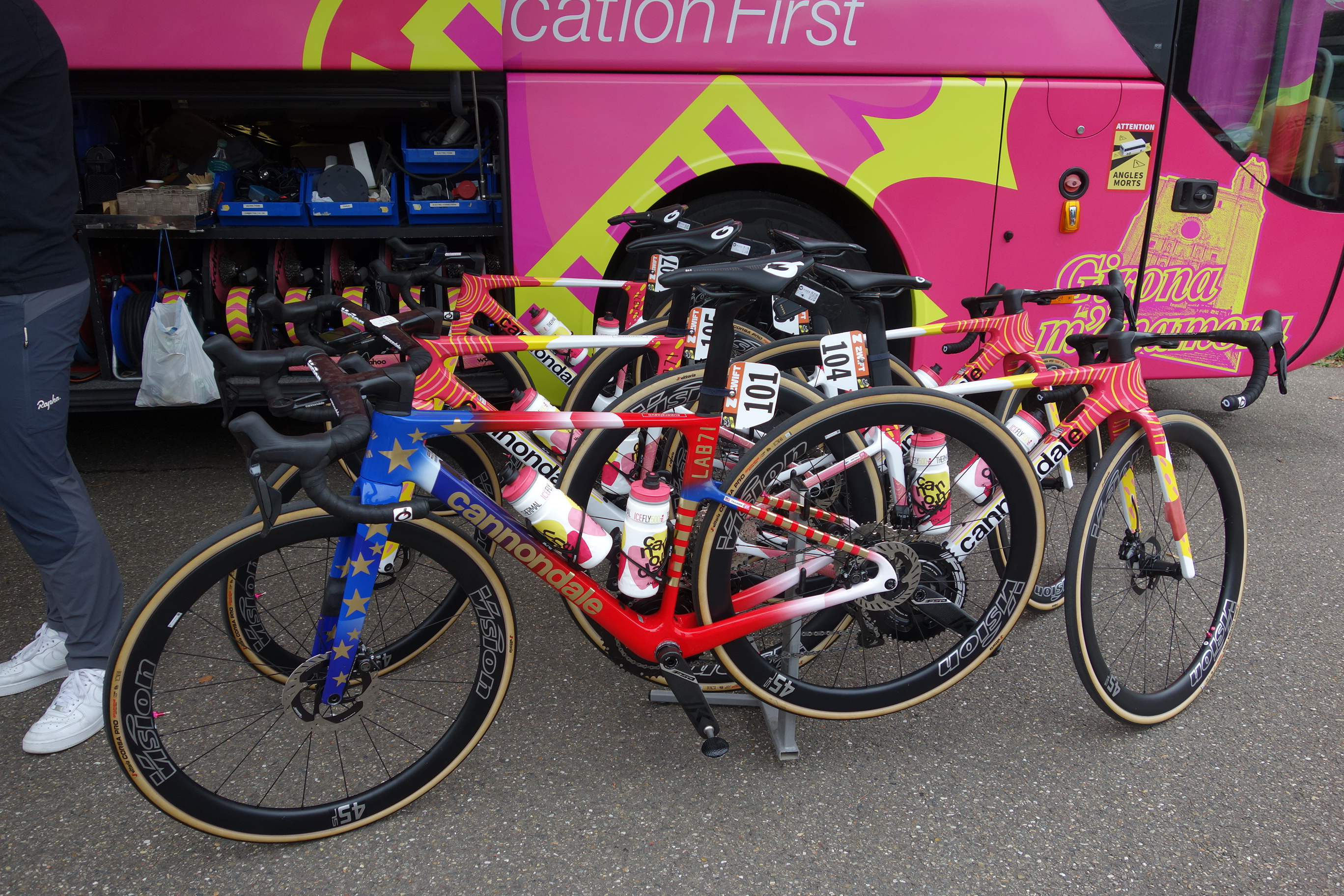
De Cannondale-fietsen van de ploeg tijdens de Tour de France Femmes 2024.

| Naam                 | Geboortedatum | Nationaliteit    | Ploeg 2023                                             |
| -------------------- | ------------- | ---------------- | ------------------------------------------------------ |
| Megan Armitage       | 12-08-1996    | Ierland          | Arkéa Pro Cycling Team                                 |
| Letizia Borghesi     | 16-10-1998    | Italië           | EF Education-TIBCO-SVB                                 |
| Kim Cadzow           | 18-12-2001    | Nieuw-Zeeland    | Team Jumbo-Visma                                       |
| Clara Emond          | 05-02-1997    | Canada           | Arkéa Pro Cycling Team                                 |
| Veronica Ewers       | 01-09-1994    | Verenigde Staten | EF Education-TIBCO-SVB                                 |
| Kristen Faulkner     | 18-12-1992    | Verenigde Staten | Team Jayco AlUla                                       |
| Lotta Henttala       | 28-06-1998    | Finland          | AG Insurance-Soudal Quick-Step                         |
| Alison Jackson       | 14-12-1988    | Canada           | EF Education-TIBCO-SVB                                 |
| Maho Kakita **       | 14-12-2004    | Japan            | -                                                      |
| Nina Kessler         | 04-07-1988    | Nederland        | Team Jayco AlUla                                       |
| Mirre Knaven *       | 18-08-2004    | Nederland        | AG Insurance-NXTG U23                                  |
| Clara Koppenburg     | 03-08-1995    | Duitsland        | Cofidis Women Team                                     |
| Coryn Labecki        | 26-08-1992    | Verenigde Staten | Team Jumbo-Visma                                       |
| Natalie Quinn        | 23-12-2001    | Verenigde Staten | CCB-Alpine Carbon p/b Levine Law Group Women’s Cycling |
| Noemi Rüegg          | 19-04-2001    | Zwitserland      | Team Jumbo-Visma                                       |
| Elizabeth Stannard   | 27-05-1997    | Australië        | Israel Premier Tech Roland                             |
| Magdeleine Vallieres | 10-08-2001    | Canada           | EF Education-TIBCO-SVB                                 |

* vanaf 24/6
** vanaf 31/7

## Overwinningen
| Nationale kampioenschappen wielrennen Amerika - wegwedstrijd: Kristen Faulkner Nieuw-Zeeland - tijdrit: Kim Cadzow Zwitserland - wegwedstrijd: Noemi Rüegg Olympische Zomerspelen Wegrit: Kristen Faulkner Trofeo Felanitx-Colònia de Sant Jordi Noemi Rüegg Trofeo Palma Femina Magdeleine Vallieres Omloop van het Hageland Kristen Faulkner Trofeo Ponente in Rosa 1e etappe: Kim Cadzow 2e etappe: Kristen Faulkner 3e etappe: Kristen Faulkner Eindklassement: Kim Cadzow Puntenklassement: Kristen Faulkner Bergklassement: Kristen Faulkner Ploegenklassement: *1) | Ronde van Spanje 2e etappe: Alison Jackson 4e etappe: Kristen Faulkner Ronde van Burgos 1e etappe: Lotta Henttala Ronde van Italië 4e etappe: Clara Emond |  |

*1) Ploeg Trofeo Ponente in Rosa: Cadzow, Faulkner, Henttala, Koppenburg, Vallieres,
Mannen: 2005 · 2006 · 2007 · 2008 · 2009 · 2010 · 2011 · 2012 · 2013 · 2014 · 2015 · 2016 · 2017 · 2018 · 2019 · 2020 · 2021 · 2022 · 2023 · 2024 · 2025
Vrouwen: 2024 · 2025